# Понсе (Пуерто Рико)
Понсе (на испански: Ponce) е град в Пуерто Рико, административен център на едноименната община Понсе.

## География
Разположен е в централната част на южния бряг на страната.
Общината е с обща площ от 501,44 км², от които 297 км² сухоземна територия и 204 км² водна територия. Градът има площ от 118,56 км² и население от 149 028 жители към 2010 г.
Град Понсе е основан през 1692 г.